# Eulimnichus rugulosus
Eulimnichus rugulosus är en skalbaggsart som beskrevs av Wooldridge 1979. Eulimnichus rugulosus ingår i släktet Eulimnichus och familjen lerstrandbaggar. Inga underarter finns listade i Catalogue of Life.